# La Marcheuse
Pour plus de détails, voir Fiche technique et Distribution.
La Marcheuse est un film français réalisé par Naël Marandin, sorti en 2015.
Le film a été présenté au Festival international du film francophone de Namur 2015.

## Synopsis
Une immigrée clandestine chinoise se prostitue à Belleville.

## Fiche technique
- Titre : La Marcheuse
- Réalisation : Naël Marandin
- Scénario : Naël Marandin, Marion Doussot
- Musique : The Ghostdance
- Photographie : Colin Houben
- Montage : Damien Maestraggi
- Son : Mathieu Descamps
- Décors : Samuel Teisseire
- Costumes : Charlotte Lebourgeois
- Production : Marie Genin, Isaac Sharry
- Sociétés de production : Folamour productions, Vito Films
- Société de distribution : Rezo Films
- Pays de production :  France
- Genre : drame
- Dates de sortie :
  - Belgique : 3 octobre 2015 (Festival international du film francophone de Namur)
  - France : 3 février 2016

## Distribution
- Qiu Lan : Lin Aiyiu
- Yannick Choirat : Daniel Alves
- Louise Chen : Cerise
- Philippe Laudenbach : Kieffer
- Christophe Paou	: Marc, le policier
- Philippe Hérisson	: le fils Kieffer